# Dylan (álbum de 1973)
Dylan é o décimo terceiro álbum de estúdio do cantor Bob Dylan, lançado a 19 de Novembro de 1973.
Foi o último álbum com a Columbia Records, passando para a Asylum Records.
O disco atingiu o nº 17 do Pop Albums. Apesar de ter recebido críticas más, o álbum atingiu o Ouro.
| Críticas profissionais                                                      | Críticas profissionais |
| Avaliações da crítica                                                       | Avaliações da crítica  |
| Fonte                                                                       | Avaliação              |
| --------------------------------------------------------------------------- | ---------------------- |
| Allmusic                                                                    | [ 3 ]                  |
| Robert Christgau                                                            | (E)                    |
| Esta tabela precisa de ser acompanhada por texto em prosa. Consulte o guia. |                        |

## Faixas

### Lado 1
1. "Lily of the West" (Tradicional; arranjos por E. Davies, J. Peterson) – 3:44
2. "Can't Help Falling in Love" (George Weiss, Hugo Peretti, Luigi Creatore) – 4:17
3. "Sarah Jane" (Dylan) – 2:43
4. "The Ballad of Ira Hayes" (Peter LaFarge) – 5:08

### Lado 2
1. "Mr. Bojangles" (Jerry Jeff Walker) – 5:31
2. "Mary Ann" (Tradicional) – 2:40
3. "Big Yellow Taxi" (Joni Mitchell) – 2:12
4. "A Fool Such as I" – 2:41
5. "Spanish Is the Loving Tongue" (Charles Badger Clark) – 4:13